# جسیکا دی‌چیکو
جسیکا دی‌چیکو (انگلیسی: Jessica DiCicco؛ زادهٔ ۱۰ ژوئن ۱۹۸۰) یک هنرپیشه، صدا پیشه و خواننده اهل ایالات متحده آمریکا است. وی از سال ۱۹۸۵ میلادی تاکنون مشغول فعالیت بوده‌است.

## گزیدهٔ آثار

### سینما
- من آن صدا را می‌شناسم (۲۰۱۳)
- آن سوی پرچین (۲۰۰۶)
- ۵۰ قرار اول (۲۰۰۴)
- پدرخوانده: قسمت سوم (۱۹۹۰)

### تلویزیون
- دو مرد و نصفی (۲۰۱۰)
- آبشار جاذبه (۲۰۱۲ تا کنون)